# Housain Al-Mogahwi
Housain Al-Mogahwi, orthographié aussi Hussain Al-Mogahwi, né le 30 juin 1988 à Djeddah, est un footballeur international saoudien, évoluant au poste de milieu de terrain à Al-Fateh SC.

## Carrière
Al-Mogahwi est formé à Al-Adala, club de football saoudien, et fait ses débuts en équipe première en 2005. Il évolue pendant quatre saisons en troisième division avant de monter, en 2009, en seconde division saoudienne.
En 2010, il quitte Al-Adala pour Al-Fateh. Al-Mogahwi joue son premier match avec l'équipe d'Arabie saoudite en 2012, face au Yémen et remporte le championnat d'Arabie saoudite en 2013.

## Palmarès
- Champion d'Arabie saoudite en 2013 avec Al-Fateh